# Programme nucléaire de l'Inde
Le programme nucléaire de l'Inde date de l'indépendance du pays. Dès 1948, l'Atomic Energy Act vise au développement de l'énergie nucléaire à des fins pacifiques. Aujourd'hui non signataire du traité de non-prolifération nucléaire (TNP), l'Inde n'en est pas moins l'une des grandes puissances nucléaires. Membre du groupe de propriétaires de CANDU, les réacteurs canadiens, elle est aussi partie prenante, à hauteur de 10 %, au programme ITER (International Thermonuclear Experimental Reactor), à Cadarache (France). L'énergie nucléaire est aujourd'hui la quatrième source d'électricité en Inde (ou 2,7 % ) et l'Inde possède 20 réacteurs répartis au sein de 7 centrales nucléaires, dont la majorité sont des réacteurs à eau lourde pressurisée (PHWR) de type CANDU (technologie canadienne).

## Années 1940 à 1970
Dès 1948, Nehru, le premier Premier ministre de l'Inde, lance le programme nucléaire civil indien, en créant la Commission de l'énergie atomique par la loi sur l'énergie atomique. Le ministère de l'Energie atomique est créé en 1954, avec l'aide des États-Unis et du Canada. L'Inde est alors bénéficiaire du programme Atoms for Peace lancé par le président américain Eisenhower .
Si, dès le début du programme, un volet militaire est discrètement envisagé, celui-ci n'a été mis en œuvre qu'après la défaite contre la Chine, en 1962, et l'accession de la Chine au rang de puissance nucléaire (1964),. 
En 1963, l'Inde signe un protocole avec les États-Unis et l'AIEA, afin de construire le premier réacteur de la centrale de Tarapur, de 320 MW. Construite par Bechtel et General Electric, cette centrale comprend aujourd'hui deux réacteurs à eau bouillante (REB) de 160 MW chacun, qui sont les premiers à avoir été construits en Asie. Deux nouveaux réacteurs à eau lourde pressurisée (PHWR) de 540 MW chacun y ont été construits, faisant de cette centrale la plus importante d'Inde. Le pays signe également le traité d'interdiction partielle des essais nucléaires (ou Traité de Moscou, 1963), qui interdit les essais nucléaires non‑souterrains . Le Canada assure aussi la formation de 271 scientifiques et ingénieurs indiens.
En 1967, l’entreprise publique Uranium Corporation of India démarre l'exploitation de la mine d'uranium de Jadugoda, située dans l'état du Jharkhand à l'est de l'Inde, près de la ville de Jadugoda.
En 1969, la Première ministre Indira Gandhi refuse de signer le traité de non-prolifération nucléaire (TNP) et engage l'Inde dans la course à la bombe.
Dans les années 1970, l'Inde entame la construction de la centrale du Rajasthan, dotée de réacteurs de type CANDU, avec l'aide du Canada. Les réacteurs CANDU peuvent produire à la fois du plutonium et du tritium, ce qui en fait une technologie duale, apte aussi bien pour l'utilisation civile que militaire. Le Canada cessera son aide après les essais de 1974, obligeant l'Inde à poursuivre seule la construction des réacteurs.

## Essais de 1974
La Commission de l'énergie atomique indienne (Atomic Energy Commission) a fait exploser sa première arme nucléaire souterraine nommé Bouddha Souriant, à 100 mètres de profondeur, à Pokharan, le 18 mai 1974. Le gouvernement indien déclara alors qu'il n'allait pas construire d'armes nucléaires bien qu'il en ait acquis la capacité technologique et que l'explosion de Pokharan était destinée à développer une énergie atomique dans un but pacifique et à rendre l'Inde indépendante en technologie nucléaire. L'essai entraîna cependant l'arrêt de toutes les formes de coopération internationale en faveur du programme civil indien, ainsi que l'exclusion du Traité de non-prolifération nucléaire (TNP), dont elle n'était pas signataire
En 1977, le Premier ministre Morarji Desai proclame solennellement que l'Inde ne chercherait pas à acquérir l'arme nucléaire. Parallèlement, New Delhi met en place un programme spatial, lui permettant de développer des missiles balistiques.

## Années 1980-1990
| \| New Delhi Bombay Calcutta Kaiga Kakrapar Kalpakkam Narora Rawatbhata Tarapur Jaitapur Koodankulam CHASNUPP \| Localisation des centrales nucléaires en Inde |
| New Delhi Bombay Calcutta Kaiga Kakrapar Kalpakkam Narora Rawatbhata Tarapur Jaitapur Koodankulam CHASNUPP                                                     |

En 1980, la Première ministre Indira Gandhi lance la construction de la centrale de Narora, située dans une région à troubles sismiques.
Deux réacteurs sont mis en route en 1983 et 1985 à la centrale de Madras, site qui permet aussi de fabriquer du combustible pour les réacteurs à neutrons rapides (RNR).
Le premier ministre Rajiv Gandhi (Parti du Congrès) signe un accord avec la Russie le 20 novembre 1988 pour la construction de la centrale de Kudankulam. En raison de l'opposition de Washington et du non-respect des conditions données par le groupe des fournisseurs nucléaires en 1992, la construction de la centrale fut stoppée; elle est désormais toujours en construction.
Un premier réacteur à eau lourde pressurisée (PHWR), de type CANDU, est mis en marche à la centrale de Kakrapar en 1993, suivi d'un second en 1995.

## Les essais de 1998, embargo et accord avec les États-Unis de 2006
En décembre 1995, un satellite espion américain observe, dans la zone de Pokharan, une activité laissant à penser qu'un nouvel essai se prépare. L'Inde abandonne alors sa tentative. Mais en 1998, le Premier ministre Atal Bihari Vajpayee (Bharatiya Janata Party, parti nationaliste), au pouvoir, décide d'effectuer des essais nucléaires souterrains le 11 et 13 mai 1998, alors que l'Inde n'était pas encore signataire du TNP. Elle procède alors le 11 mai à trois essais, testant la bombe A, et la bombe H, et le 13 mai à deux autres essais, en utilisant des petites charges : « L'Inde a ainsi démontré qu'elle était compétente dans toute la gamme des armes nucléaires, tant en termes de puissance que de miniaturisation. » . Elle dispose de la technologie adéquate pour fabriquer des « mini-nukes ». 
En rétorsion contre ces essais (immédiatement suivis par ceux du Pakistan), licites du point du vue du droit international puisque l'Inde n'était pas signataire du TNP, les États occidentaux ont décrété un embargo contre New Delhi sur les matériaux sensibles. Le Japon et les États-Unis ont mis en œuvre des sanctions économiques contre l'Inde, par la suite levées progressivement, en juin et décembre 1998.
Mais en novembre 2006, le Sénat des États-Unis ratifiait un accord de coopération nucléaire avec l'Inde, bien que le gouvernement indien n'acceptât une inspection de l'AIEA (Agence internationale de l'énergie atomique) que sur 14 sites sur 22. En juillet 2008, c'était au tour du Congrès indien d'émettre un vote, positif, de confiance à propos de l’accord nucléaire américano-indien .
En 2000, Nuclear Power Corporation of India (NPCIL) commence l'exploitation de la centrale de Kaiga.

## Accords de 2008-2009
Le 6 septembre 2008, le groupe des fournisseurs nucléaires a signé un accord de coopération avec l'Inde . Le même mois, la Chambre des représentants du Congrès américain a voté un accord de coopération nucléaire avec l'Inde, pour une durée de 40 ans, prévoyant le transfert de technologies et de fournitures par les États-Unis à l'Inde de matériel nucléaire et non-nucléaire, y compris de réacteurs. Cet accord, qui met fin à un embargo de 34 ans, n'a pas fait l'unanimité, certains (tels le député démocrate américain Edward J. Markey ou l'essayiste Mira Kamdar) craignant l'établissement d'un précédent dangereux pour la prolifération nucléaire, en officialisant le statut de puissance nucléaire de facto ,
À la suite de cette décision, un accord de coopération avec la France a été signé, conduisant en retour à la signature d'un contrat entre Areva et Nuclear Power Corporation of India (NPCIL), portant sur deux réacteurs de 1 650 mégawatts (MW) de type EPR (Evolutionary Power Reactor) ,.

## Arsenal nucléaire
L'Inde disposerait, en 2002, de 30 à 150 têtes nucléaires, placées sous l'autorité du Nuclear Command Authority (Autorité de commandement nucléaire) depuis janvier 2003. L'Inde réaffirma alors sa doctrine de non-recours à l'arme nucléaire en première frappe, se réservant le droit de l'utiliser en cas d'attaque atomique, chimique ou biologique . 
Elle possède des missiles balistiques sol-sol à courte portée (150 km): les missiles Prithvi. Entre 1989 et 1994, elle a testé trois fois des missiles intermédiaires, les Agni, d'une portée de 1 500 km. Enfin, elle développe aussi les missiles balistiques mer-sol-balistique-stratégique Sagarika et Dhanush. Ce programme de développement de missiles a été lancé au début des années 1980 (Integrated Guided Missile Development Program), officiellement clos en 2008, ses objectifs ayant été atteints. Le 19 avril 2012, elle teste avec succès son premier IRBM, le Agni V, d'une portée de 5 000 km.